# Murányi Gábor
Murányi Gábor (Budapest, 1954. április 7. –) újságíró, történész.

## Életútja
A szegedi Juhász Gyula Tanárképző Főiskolán (1978-ban) történelemtanári, a MÚOSZ Újságíró Iskoláján (1979-ben) újságírói diplomát szerzett. 1975-től a Magyar Nemzet publicistája. 1991-ben politikai és lelkiismereti okokból távozott a szerkesztőségből, majd a Köztársaság című (képes heti) magazin rovatvezető újságírója (1992-1993) lett. 1993-tól a HVG című hetilap munkatársa.

### Családja
Házastársa: Murányi Judit
Gyermekei: Murányi Eszter; Murányi Márta

## Fontosabb művei
- Szántó Judit: Napló és visszaemlékezés [Sajtó alá rendezés, előszó, jegyzetek] Bp.,Múzsák – PIM, 1986
- Napról napra, lapról lapra. 1956 a Magyar Nemzetben. (Sajtótörténeti krónika.) Bp., Héttorony, 1990
- Volt egyszer egy Magyar Nemzet? (Sajtótörténeti krónika.) Bp., Héttorony, 1992
- Az átkos múlt hetek. Krónika a félmúltból. Bp., Szerzői kiadás, 1996
- [társszerző: Köves József] Könyvhetek krónikája. Az ünnepi könyvhét 75 éve. Bp., MKKE – Vince, 2004
- A múlt szövedéke. Históriák a megbicsaklott 20. századból. Bp., Noran, 2004
- Egy epizodista főszerepe. Lajos Iván történész élete és halála. Bp., Noran, 2006
- Lapmargó lábjegyzetekkel. Bp., Könyvhét Könyvek, 2009
- A sajtó szövedéke. Huszadik századi laphistóriák; Kronosz, Pécs, 2018
- Szövedékek. 50 év, 50 írás József Attiláról; Kronosz, Pécs, 2022

## Díjak, elismerések[1]
- Mihályfi Ernő-díj (1984)
- sajtótörténeti Pulitzer-emlékdíj (1993)
- Nagy Imre-emlékplakett (1995)